# Paul Knufflock
Paul Knufflock, auch Pawel, Paul Knobloch, († 1577, begraben 14. November 1577 in Lübeck) war ein deutscher Buchbinder, Verleger und Buchhändler.

## Leben
Über seine Herkunft, Geburt und Jugend ist nichts bekannt. Im Jahr 1550 wurde er als Lübecker Bürger und Buchbinder aktenkundig, als er sich verpflichtete, 2000 Exemplare der 1550 von Ludwig Dietz in Kopenhagen im Auftrag König Christians III. gedruckten dänischen Bibel innerhalb eines Jahres in Leder mit Schließen, das Exemplar für zwei Mark dänisch, einzubinden.
Gleichzeitig wirkte er als Buchführer (Verleger und Händler). In den Jahren 1567 und 1586 übersetzte er die Auslegung des 90. Psalms durch Martin Luther sowie die Trostsprüche von Veit Dietrich ins Niederdeutsche. Aus den Vorreden dieser beiden Bücher erfahren wir, dass er um diese Zeit Wägemeister auf der niederen Waage war und hier seine Wohnung hatte. 1569 erscheint er als Herausgeber einer sehr erfolgreichen Anthologie von Gebeten aus älterer und neuerer Zeit und aus Stücken der Bibel, Gesängen und Reimsprüchen, die nach ihm Knufflock’s Bedebock genannt wird. Das Buch erlebte auch außerhalb Lübeck verschiedene Ausgaben, von denen mehrere seine Initialen P. K. auf dem Titel haben. Mehrere seiner Ausgaben ließ er bei Asswerus Kröger in Lübeck drucken.
Die von ihm besorgten Ausgaben und Übersetzungen zeichnen sich durch eine sorgfältige Ausschmückung mit Randleisten, Metallschnitten, Wappen und Holzschnitten aus.
Knufflock „gehört zu den fast unbekannt gebliebenen, aber durch weit reichenden Geschäftsverkehr und bedeutenden Verlag ausgezeichneten Buchhändlern der älteren Zeit im Norden Deutschlands“.

## Werke
- De Negen||tichste Psalm.|| Edder:|| Dath Gebedt Mosi/|| d#[oe]rch den Eerwerden/ in || Godt saligen Heren/ D. Mart.|| Luth. seer Christlick vnde || herlick vthgelecht. Lübeck 1567 (L 4535 im VD 16.)
- Des Eeli=||ken Ordens Spegel || vnde Regel/ in teien Capit=||tel gedelet/ Darinne men klarlick || s#[ue]et/ wol den Eestandt gestifftet || hefft/ wat he sy/ vnde wo men || sick Christlick darinne || holden schal.|| D#[oe]rch || Johan. Spangenberch.|| Jn vnse Sassische Sprake gebr#[oe]cht || D#[oe]rch P. K. Lübeck 1568 (S 7796 im VD 16.)
- Passional.|| Dat Lydent || vnsers HEren JEsu || Christi/ vth den veer Euan=||gelisten thosamen gebr#[oe]cht/ mit sch#[oe]nen Figuren/ vnde an=||dechtygen Gebeden.|| … P.K.||(Der Hilly=||gen Tw#[oe]lff Apostol || herkumpst/ Lere/ Gelo=||ue/ Leuendt vnde salyge || Affsteruent.) [v.Johannes Pollicarius] Lübeck 1569 (B 4867 im VD 16., P 4034 im VD 16.)
- De Herlick||sten/ Lefflicksten vnde || Sch#[oe]nsten Trostspr#[oe]ke || vth dem Euangelio || Johannis.|| Vthgelecht d#[oe]rch dẽ || Erwerden Harn Vytt Dy=||derick/ ein Dener des Wordes || Christi tho N#[oe]renberch || ehrmals gewesen.|| Jn vnse Sassische Spra=||ke gebr#[oe]cht/ d#[oe]rch || P.K. Lübeck 1568 (D 1553 im VD 16.)
- Ein Sch#[oe]ne || klein Bedeboeck/ nu || in dissen varlyken Tyden/ in || allerley Nodt/ beide Lyues vnde || Seelen tho gebruken/ seer || n#[ue]tte vnde denstlick.|| … P.K. Lübeck 1569 (S 3549 im VD 16.)
  - Lübeck 1569 (ZV 9031 im VD 16.)
  - Lübeck 1575 (N 2145 im VD 16.)
  - Stettin 1585 (N 2152 im VD 16.)
  - Lübeck 1596 (N 2159 im VD 16., B 3553 im VD 16.)
  - Lübeck: Albrecht 1599 (ZV 14094 im VD 16., Digitalisat, Bayerische Staatsbibliothek)
- Nye || Christlike Ge=||senge vnde Lede/ vp aller=||ley ardt Melodien/ der besten/|| olden/ D#[ue]deschen leder.|| Allen framen Christen || tho n#[ue]tte/ Nu erstlick gemaket/|| vñde in den Dr#[ue]ck gegeuen:|| D#[oe]rch || Hermannum Vespasium/|| Predyger tho Stade.|| P.K. Lübeck 1571 (W 1950 im VD 16.)
- Nye Tydinge || Van der groten Averwinninge der Christen/ vp dem Jonischen edder Ausonischen Meere/ wedder den T#[oe]rcken || de dar by dem Porto Le Panto <dat men s#[ue]ß Naupactum n#[oe]met> vth s#[ue]nderliker schickinge Gades erholden worden ys || den 7.Octobris in dem 1571. Jare. Sampt einer v#[oe]rtekinge/ wat tho beyden syden vor dreplike hoge L#[ue]de gewesen/ de dar thom deele geuangen vnde dodt gebleuen syn.P.K. Lübeck 1571 (Z 329 im VD 16.)
- Dat Denische || Seerecht/ Dat de Grodt=||mechtigeste/ Hochgebarne F#[oe]rste || vnde Here/ Her Frederick de Ander/ van || Gades gnaden/ tho Dennemarcken/ Norwegen/|| der Gotten vnde Wenden K#[oe]ninck etc. Hefft vth=||gethan lathen/ Jn dem Jare na Gades gebordt/|| M.D.lxj. Dem gemenen Seeuarenden Manne || thom besten … || nu in gewandtlyke Sassische || sprake gebr#[oe]cht D#[oe]rch.|| P.K. Rostock 1572 (D 27 im VD 16.)
  - Digitalisat des Exemplars der Universitätsbibliothek Rostock, digitalisiert in Göttingen